# 小瀬昉
小瀬 昉（おぜ あきら、1947年3月17日 - ）は、日本の経営者。ハウス食品社長を務めた。

## 経歴
京都府京都市出身。1969年に同志社大学商学部を卒業し、同年にハウス食品に入社。1990年6月に取締役に就任し、1995年7月に常務、1998年7月に専務、2000年7月に副社長を経て、2002年4月に社長に就任。2009年4月に会長に就任。
2019年11月に旭日中綬章を受章。